# Ursi Walliser
Ursi Walliser (auch Ursi Wenger, * 17. Februar 1975) ist eine frühere schweizerische Skeletonpilotin.
Ursi Walliser war eine erfolgreiche Athletin im Skeleton-Weltcup. Sie konnte zwar nie ein Weltcuprennen gewinnen, war jedoch zweimal Zweitplatzierte und fast 20 Mal in den Top Ten. In der Saison 1998/99 erreichte sie hinter Steffi Hanzlik mit dem zweiten Rang ihr bestes Ergebnis im Gesamtweltcup, in der Saison zuvor war sie Vierte. 1996, 1999 und 2001 war Ursi Walliser, die inzwischen als Ursi Wenger startete, Schweizer Meisterin.